# Musée du sous-officier
Le musée du Sous-Officier est un musée français, situé au sein du quartier Marchand et dépendant de l'école nationale des sous-officiers d'active de Saint-Maixent-l'École en France.
Il retrace l'aventure des sous-officiers, de l'Antiquité à nos jours ainsi que l'histoire des écoles militaires de Saint-Maixent, à travers un choix d'uniformes, d'armes, de peintures et d'objets quotidiens du sous-officier.

## Historique
En juillet 1932 le général Pierre Michelin, ancien élève de l’École militaire d'infanterie (1899-1900), inaugure le livre d'or du musée du Souvenir de l'école militaire d'infanterie de Saint-Maixent. Au fil des écoles qui se succèdent, ce musée prend l’appellation de musée du Sous-Officier. Il est alors transféré au quartier Marchand. 
De grandes plaques de marbre ornent la façade du bâtiment sur lesquelles sont gravés les noms des 2 576 anciens élèves de l’École militaire d'infanterie (EMI) et de l’École militaire d'infanterie et des chars de combat (EMICC) morts au combat sous la sobre mention « Souviens-toi ». 
Le musée du Sous-officier est inauguré le 18 décembre 1986 en présence du général Paul Gandoët et de Jacques Fouchier, ancien ministre. Aujourd'hui, le visiteur peut se recueillir dans la crypte dans laquelle sont gravés les citations récompensant les emblèmes présentés dans la crypte.

## Missions
Dans le quartier Marchand, à l'emplacement des anciennes salles des cours et des amphithéâtres des premières écoles de Saint-Maixent, le musée militaire participe au rayonnement et à la mise en valeur du patrimoine des sous-officiers. Témoin d'un siècle d'histoire, il entretient la mémoire de ceux qui ont fait preuve de la qualité de leur formation sur les champs de bataille. Il restitue leur souvenir à travers les symboles qui y sont exposés et représente tous les aspects de la vie militaire saint-maixentaise depuis 1877.
Lieu vivant entre les générations, le musée permet aux élèves sous-officiers d'appréhender leur engagement à l'exemple de leurs grands anciens. Lieu de transmission des traditions militaires, le musée est également le lieu où se forge l'esprit du corps des sous-officiers, « colonnes vertébrales » de l'Armée de terre : c'est à la fois sa mission et sa raison d'être. 
Le musée conserve ainsi les reliquaires de tous les parrains de promotion de l'ENSOA qui fédèrent les élèves dans leur engagement au service de la France et de l'Armée de terre. Chaque reliquaire regroupe des objets singuliers ayant appartenu au parrain (médailles, photographie, fourragères, insignes) et retrace son parcours de vie exemplaire voire, parfois, le sacrifice suprême dans l'accomplissement du devoir. ce reliquaire est un ancrage identitaire fort. Présenté pour la première fois au bataillon lors du baptême de promotion. Il rejoint ensuite les quelque 150 reliquaires déposés au musée, après le départ des élèves. 
Vecteur de transmission du patrimoine saint-maixentais, à la fois pour les élèves, du personnel de l'ENSOA, les Saint-Maixentais eux-mêmes et les nombreux visiteurs de passage, le musée du Sous-Officier est avant tout un lieu pluriel, culturel, d'éducation et de formation, un lieu d'histoire, de société et de traditions, enfin un lieu universel de promotion et de rayonnement de l'ENSOA.